# Spherillo rufoniger
Spherillo rufoniger är en kräftdjursart som beskrevs av Wahrberg1922. Spherillo rufoniger ingår i släktet Spherillo och familjen Armadillidae. Inga underarter finns listade i Catalogue of Life.